# كتاب مدرسي

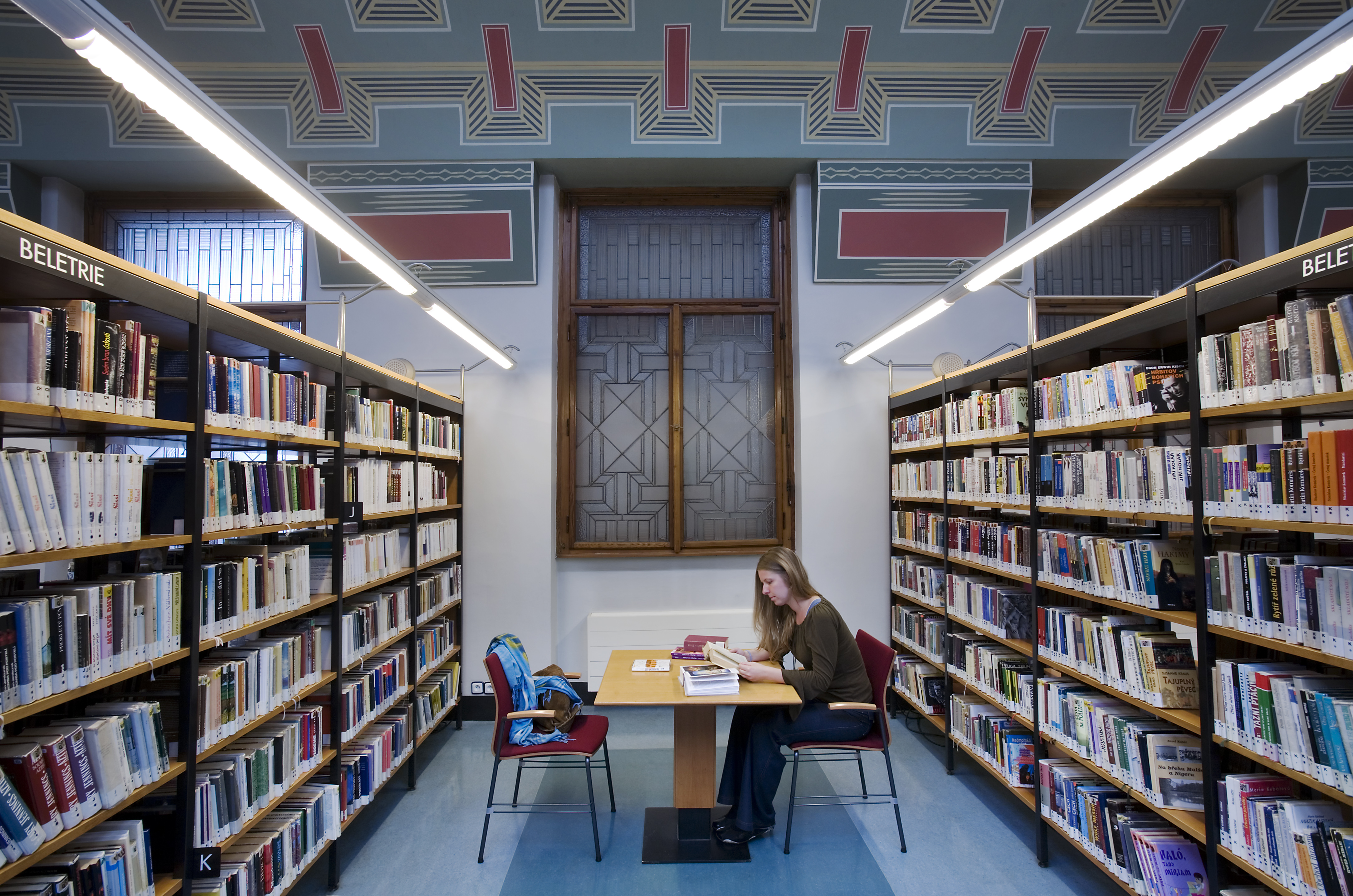
محل لبيع الكتب المدرسية.

الكتاب المدرسي هو كتاب يضم كل المعلومات الأساسية في مجال دراسي أو تدريبي معين. ومن تسميته، فعادة ما يستعمله تلاميذ المدارس كسند معلومات يكمل ما يقدمه المعلم والأستاذ. عادة ما يكون الكتاب على شكله الورقي (التقليدي)، غير أن التقنيات الحديثة توفره على شكل إلكتروني وفي وسائط عدة.

## تاريخه

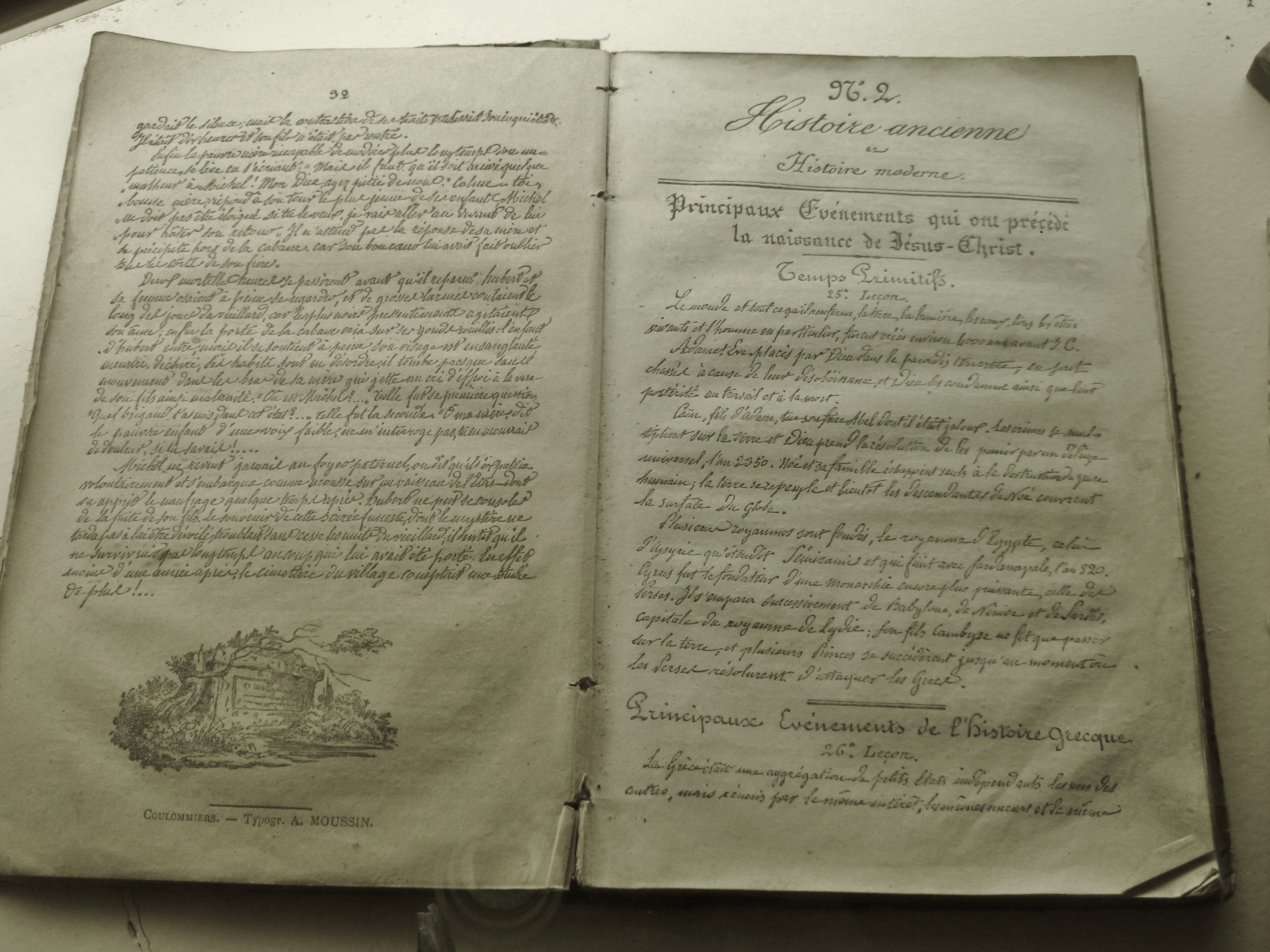
الكتاب المدرسي "التاريخ القديم والتاريخ الحديث"، مكتوب بخط اليد؛ متحف الفنون والتقاليد الشعبية جوزيف فايليت، إسباليون، قسم أفيرون، فرنسا

يعود امتداد تاريخ الكتب المدرسية إلى الحضارات القديمة. فعلى سبيل المثال، لقد كتب الإغريق القدامى نصوصًا تعليمية. أما الكتاب المدرسي الحديث، فقد أصبح إنتاجه بالجملة ممكنًا من خلال الطباعة. ولعل يوهان غوتنبرغ نفسه قد طبع نسخًا من كتاب الفن الأصغر (باللاتينية: Ars Minor)، وهو كتاب مدرسي يتناول قواعد اللغة اللاتينية ألفه إيليوس دوناتوس. وقد استُخدمت الكتب المدرسية الأولى من قِبل المدرسين والمعلمين (مثل كتب الأبجدية)، إلى جانب الأفراد الذين مارسوا التعليم الذاتي.
ورثى الفيلسوف الإغريقي سقراط ضياع المعرفة بسبب تغير وسائل نقلها. فقبل اختراع الأبجدية الإغريقية منذ 2,500 عام، كانت المعرفة والحكايات تُنقل بالتواتر الشفهي، مثل قصائد هوميروس الملحمية. وكانت التقنية الجديدة المتمثلة بالكتابة تعني أن الحكايات لم تعد تتطلب حفظها، وذلك تطور أثار خشية سقراط من أن يضعف القدرات العقلية لدى الإغريق التي تساعدهم على الاستظهار وإعادة السرد. (وللمفارقة، فنحن ما كنا لنعلم عن مخاوف سقراط لولا تدوينها من قبل تلميذه أفلاطون في محاوراته الشهيرة).
جاءت الثورة التالية في ميدان الكتب مع اختراع الطباعة في القرن الخامس عشر باستخدام قوالب الحروف القابلة للتغيير. يُنسب الاختراع إلى الحداد الألماني يوهان غوتنبرغ، الذي صب قوالب الحروف باستخدام خليطة معدنية مصهورة وصمم آلة طباعة ببراغٍ خشبية لتنقل الصورة على الورق.
كان جهد غوتنبرغ الطباعي الأول والوحيد من المستوى الكبير هو كتاب غوتنبرغ المقدس –الذي بات يحظى بشهرة أيقونية اليوم- في خمسينيات القرن الخامس عشر، وهو ترجمة لاتينية للعهد القديم العبري والعهد الجديد اليوناني. أتاح اختراع غوتنبرغ الفرصة لإنتاج النصوص بالجملة للمرة الأولى. وعلى الرغم من أن كتاب غوتنبرغ المقدس نفسه كان باهظ الثمن، فقد بدأت الكتب المطبوعة تنتشر انتشارًا واسعًا عبر الطرق التجارية الأوروبية خلال السنوات الخمسين التالية، وبحلول القرن السادس عشر، بات الوصول إلى الكتب المطبوعة أكثر سهولة وأقل كلفة.
وفي حين كان العديد من الكتب المدرسية قيد الاستخدام بالفعل، فقد أدى التعليم الإلزامي وما نتج عنه من التدريس في أوروبا إلى طباعة أعداد إضافية كبيرة من الكتب المدرسية للأطفال. وأصبحت الكتب المدرسية وسائل تدريس أساسية لدى معظم الأطفال منذ القرن التاسع عشر. ويُذكر كتابان مدرسيان اثنان يتمتعان بأهمية تاريخية في مدارس الولايات المتحدة، وهما كتاب نيو إنجلاند لتعليم القراءة (بالإنجليزية: New England Primer) في القرن الثامن عشر وسلسلة ماكغوفي للقراءة (بالإنجليزية: McGuffey Readers) في القرن التاسع عشر.
وقد غيرت التطورات التقنية الأخيرة طريقة تفاعل الأشخاص مع الكتب المدرسية، إذ تُضاعف المواد الرقمية والمتوفرة على شبكة الإنترنت من سهولة وصول الطلاب إلى مراجع أخرى إضافة إلى الكتب المدرسية المطبوعة التقليدية. يستطيع الطلاب اليوم الوصول إلى الكتب الإلكترونية وبرامج التعليم على الإنترنت والمحاضرات المصورة بالفيديو. ويُذكر من بين الأمثلة على الكتب الإلكترونية، كتاب مبادئ البيولوجيا الصادر عن منشورات ناتشر (بالإنجليزية: Nature Publishing).
ومن الجدير بالذكر أن عددًا متزايدًا من المؤلفين باتوا يتجنبون دور النشر التجارية ويلجؤون عوضًا عن ذلك إلى توفير كتبهم المدرسية على اعتبارها مشاعًا إبداعيًا أو عن طريق التراخيص المفتوحة الأخرى.